# Sébastien de Pontault de Beaulieu
Sébastien de Pontault de Beaulieu (c. 1612 - 1674), senyor de Beaulieu-le-Donjon i cavaller de l'orde de Sant Miquel, conegut com el Cavaller de Beaulieu, fou un militar i enginyer francès.

## Biografia
Beaulieu fou mariscal de camp i enginyer militar al servei de Lluís XIV de França.
Pels mapes i plànols del terreny i de les fortificacions dels camps de batalla que dibuixà i feu gravar i imprimir per al rei, és considerat un dels creadors de la topografia militar.

## Obres

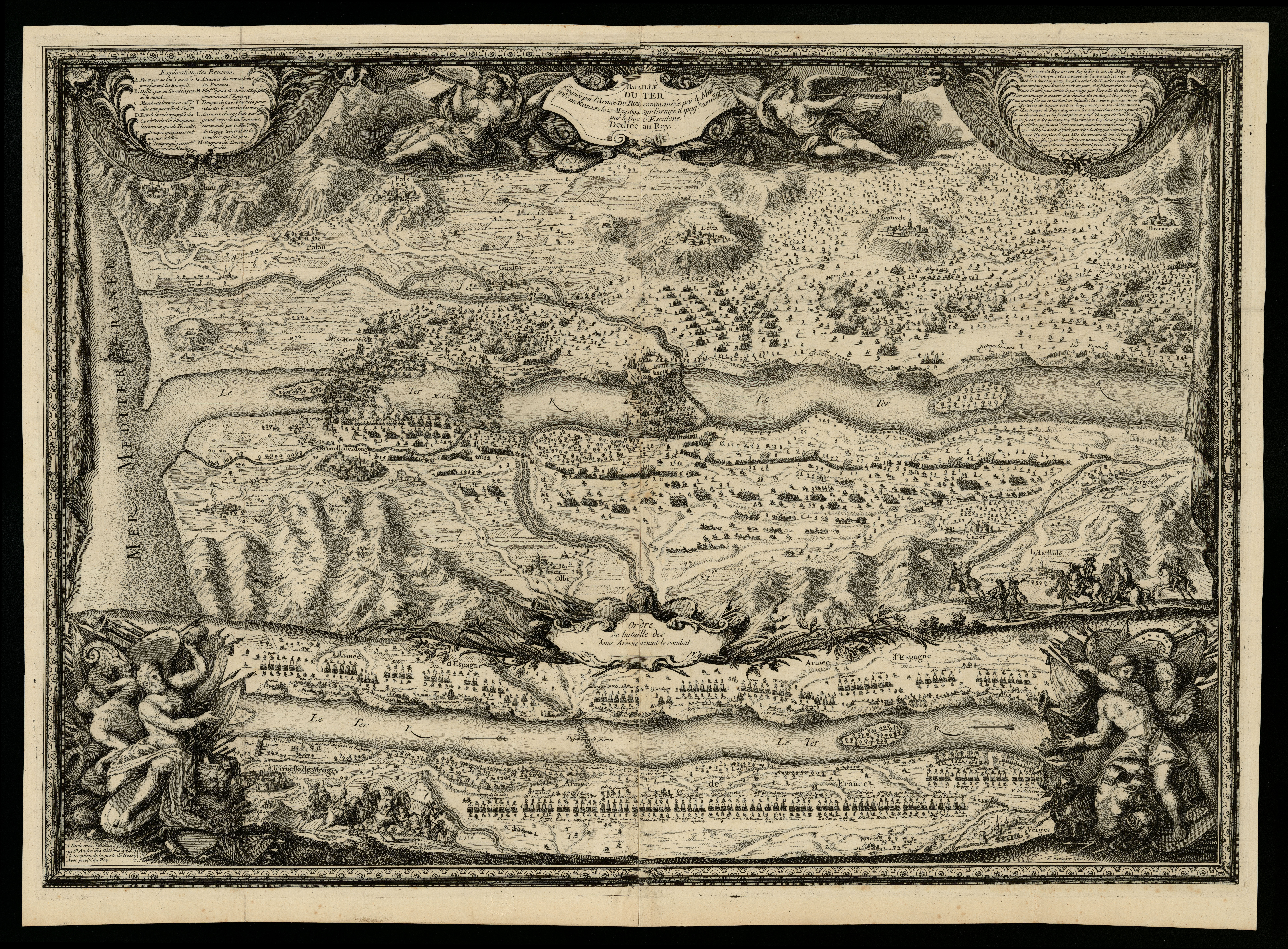
La batalla de Verges o del Ter (1694) a l'obra de Beaulieu

- Les glorieuses conquêtes de Louis le Grand, roy de France et de Navarre, ou sont representées les cartes, profils, plans des villes avec leurs attaques, combats, batailles et victoires, prises, et remportées sur ses ennemis, tant par mer que par terre, 2 vol. en 4 toms in-fol., París, chez l'Autheur, s. d. [1667-1694]. Conegut en edicions successives com el Petit Beaulieu i el Grand Beaulieu, és un enorme recull de mapes i plànols de setges, batalles i expedicions franceses del regnat de Lluís XIV des de la batalla de Rocroi fins a la presa de Namur (1643-1692). Beaulieu, amb el concurs de diferents gravadors, elaborà i publicà les làmines separadament des de 1646. Després de la seva mort, foren recollides i editades en aquestes col·leccions per la seva neboda, Reine des Roches Beaulieu, i el marit d'aquesta, que ampliaren l'abast cronològic fins a 1694 amb altres col·laboradors. Inclou valuós material sobre la Guerra dels Segadors i sobre la Guerra dels Nou Anys a Catalunya. Contingut general de l'edició més extensa:
  - I. 1. Plans et cartes des villes d'Artois. 2. Les plans et profils des principals villes et lieux considérables du comté de Flandres ... 3. Les plans et profils des principals villes ét lieux considérables du comté de Bourgogne ...
  - II. [Les plans et profils des principals villes et lieux considérables du comté de la Margreute de Catalogue].
  - III. Plans et profils des principales villes des Duchés de Lorraine et Bar ...
  - IV. 1. Plans et profils des principals villes et lieux considérables du comté de Haynaut ... pagedat-zroutè. 2. [Les plans et profils des principals villes et lieux considérables du comté d'Alost ou Flandre imperiale]. 3. Les plans et profils des principals villes et lieux considérables du Duché de Brabant ... 4. [Les plans et profils des principals villes et lieux considérables du duché de Cambray ...]. 5. [Les Plans et profils des principals villes du comté de Namur ...]. 6. [Les plans et profils des principals villes ... du duché de Limbovrg ...]. 7. [Les plans et profils des principals villes ... du duché de Luxembovrg ...]
  - V. 1. Les plans et profils des principals villes et lieux considerables du comté de Flandre ... 2. Les plans et profils des principals villes et lieux considérables du comté d'Alost ou Flandre imperiale ... 3. Les plans et profils des principals villes et lieux considérables du Duché de Brabant ... 4. Les plans et profils des principals villes et lieux considérables du Duché de Gueldre ... 5. Les plans et profils des principals villes et lieux considérables du Duché de Cambray ... 6. Les plans et profils des principals villes et lieux considérables du Comté de Haynaut... 7. Les plans et profils des principals villes et lieux considérables du Comté de Namur ... 8. Les plans et profils des principals villes et lieux considérables du Duché de Limbourg... 9. Les plans et profils des principals villes et lieux considérables du Duché de Lvxembourg…
  - VI. 1. Les plans et profils des principals villes et lieux considérables de la Principauté de Catalogne, avec la carte generale et les particulieres de chaque gouvernement. 2. [Les plans et profils des principals villes et lieux considérables du comté de Rousillon, Conflant et Cerdagne ... ]

## Bibliografia

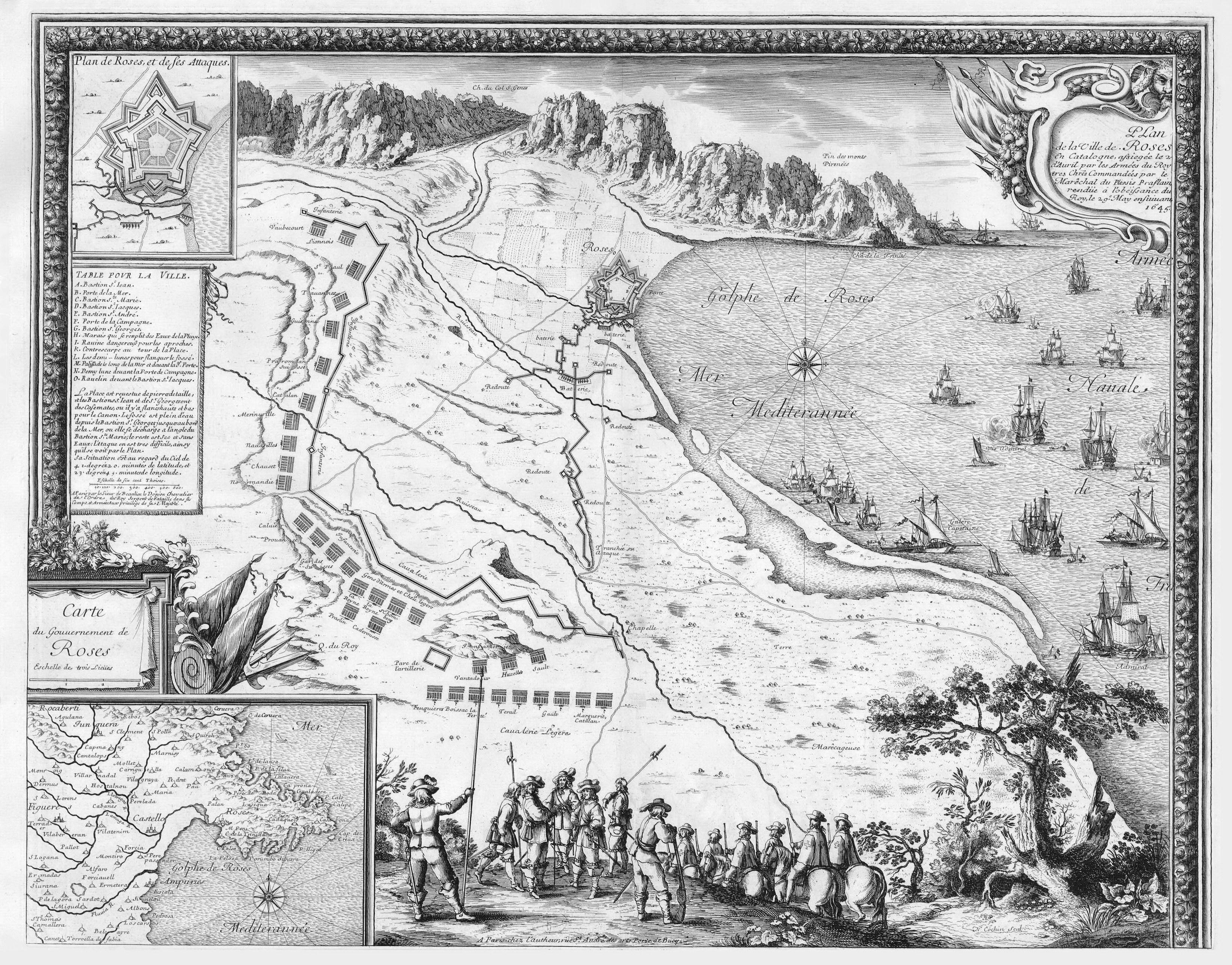
El setge de Roses de 1645, segons Beaulieu